# Scoop – Die Aufreißer
Scoop – Die Aufreißer (Scoop) ist eine dramatische Fernsehserie über Zeitungsjournalisten. Die vier Staffeln wurden erstmals von 1992 bis 1995 in Kanada veröffentlicht. Die Hauptrolle spielte Macha Grenon.

## Handlung
Der Journalist Michel Gagné beginnt in Montréal bei der Tageszeitung Express zu arbeiten. Bald kommt er Stéphanie Rousseau – der Hauptfigur der Serie – näher. Ihrem Vater Emile, einem reichen Medienmogul, gehört das Blatt. Stéphanie wird ungewollt von Michel schwanger. Ihre Beziehung ist problematisch, aber sie bringt den Sohn Francis zur Welt.
Weiters werden der Zeitungsalltag, die Jagd nach Stories und die privaten Probleme der Journalisten gezeigt. Lionel Rivard hat Probleme mit Alkoholismus und deshalb auch mit seinem Freund. Die Ehe von Léonne Vigneault scheitert, doch sie findet mit einem anderen Mann und ihrem gemeinsamen Baby ihr Glück. Richard Fortin, genannt Tintin, und Gabriella Salvatore werden ein romantisches Paar. Ihr Hoffen auf Nachwuchs bleibt jedoch erfolglos.
Später wechseln die meisten der Kollegen zum neuen Konkurrenzblatt Scoop, das Emile für seine Tochter finanziert.
Besonders dramatisch ist die dritte Staffel, in der Stéphanie entführt wird, um von ihrem Vater Lösegeld zu erpressen. Sie wird befreit, ist aber völlig verängstigt. Ihr Vater rächt sie, indem er den neuen Eigentümer des Express, den er verantwortlich macht, finanziell in die Knie und zum Verkauf zwingt. Michel wird bei Recherchen in einer unterirdischen Mine gefangen. Er kann gerettet werden, aber der Helikopter von Emile stürzt auf dem Weg dorthin ab.
In der vierten Staffel sitzt der Vater von Stéphanie gelähmt in einem Rollstuhl, was für ihn psychisch so belastend ist, dass er seinem Leben ein Ende setzt. Seine Tochter übernimmt das weitreichende Medienunternehmen. Sie macht Scoop zu einer Boulevardzeitung. Michel hat mit ihrer neuen Rolle Schwierigkeiten. Er verlässt sie und den gemeinsamen Sohn und nimmt einen neuen Job in Paris an.

## Auszeichnungen
- 1993 wurde die Serie bei den Gémeaux Awards für den besten Ton nominiert.

## Hintergrund und Sonstiges
Gedreht wurde in Montréal, Québec. Die Autoren waren Fabienne Larouche und Réjean Tremblay.
Im Sender DF1 Herz & Co. lief die Serie von Juli bis September 1996.
Folgen der Serie wurden von Oktober bis November 1999 auf Premiere Sunset ausgestrahlt.
2009 oder 2010 könnte die Serie in einer nächsten Generation weiterverfilmt werden. Réjean Tremblay würde das Drehbuch für diese 5. Staffel verfassen. Die Entwicklung soll im Frühjahr 2008 beginnen.